# 阿南德·梅农
阿南德·梅农（英语：Anand Menon，1965年9月—），印度裔，是英国伦敦国王学院欧洲政治与外交教授，于2014年1月被任命为UK in a Changing Europe组织的主任。他曾是上议院欧盟委员会的特别顾问。 

## 学术生涯
在来到伦敦国王学院之前，梅农在伯明翰大学讲学。更早之前，他在牛津大学担任了十年的欧洲政治讲师，并于牛津大学圣安东尼学院担任了五年的研究员。 
他是UK in a Changing Europe的主任。UK in a Changing Europe是一个由经济和社会研究委员会（ESRC）资助并位于伦敦国王学院的智库。

## 出版书目
他的出版物有《欧洲政治》（英语：European Politics，牛津大学出版社，2007年），以及与科林·海伊共同编辑的《欧洲：国情咨文》（英语：Europe: The State of the Union，大西洋书籍，2008年）。
除此以外，他也曾为金融时报，伦敦书评和展望等热门出版物撰稿。 